# Nemaskirajući prekid
Nemaskirajući prekid je izraz iz računalstva.  Izraz je doslovni prijevod na hrvatski jezik engleskog izraza non-maskable interrupt. Kratica je NMI.
Vrsta je sklopovskog (hardverskog) prekida. Ne može ga se onemogućiti ("maskirati") u trenutku kad program zahtijeva mikroprocesorovu punu pozornost. Nikoji drugi zahtjevi ga ne smiju preteći odnosno mikroprocesor ga nikako ne smije ignorirati. Ipak, postoje neki nemaskirajući prekidi koje je moguće maskirati, no to je moguće samo ako se rabi vlasničke metode koje su svojstvene određenom NMI-ju.
Procesoru ga sustav šalje samo u vrlo teškim stanjima, primjerice kad se javi teška memorijske pogreške ili kad dođe do gubitka energije. Primjeri ovakvih zahtjeva za prekidom su reset i restart.